# The Blue Shield
The Blue Shield, voorheen het International Committee of the Blue Shield, is een internationale organisatie die in 1996 is opgericht om het cultureel erfgoed wereldwijd te beschermen tegen bedreigingen zoals gewapende conflicten en natuurrampen. De naam van de organisatie  is afgeleid van het blauwe schildsymbool dat wordt gebruikt om culturele sites aan te duiden die worden beschermd door het Verdrag inzake de bescherming van culturele goederen in geval van een gewapend conflict uit 1954.
The Blue Shield is een netwerkorganisatie van commissies van individuen uit de hele wereld. De organisatie is in 1996 opgericht door vier NGO's, allemaal instanties op het gebied van archieven, bibliotheken, monumenten of musea: ICA (International Council on Archives, ICOM (International Council of Museums), IFLA (International Federation of Library Associations and Institutions) en 
ICOMOS (International Council on Monuments and Sites). De organisatie is gevestigd in Nederland, maar de staf is werkzaam aan de Newcastle University, Newcastle upon Tyne. 
Doel van The Blue Shield is de bescherming van het het werelderfgoed, cultureel en natuurlijk erfgoed, tastbaar en immaterieel,in geval van gewapende conflicten, of door de natuur of mensen veroorzaakte rampen.
The Blue Shield is een partnerorganisatie van de VN en UNESCO en werkt samen met het Internationale Rode Kruis. 